# Lipkemenes
Lipkemenes is een geslacht van kreeftachtigen uit de klasse van de Malacostraca (hogere kreeftachtigen).

## Soort
- Lipkemenes lanipes (Kemp, 1922)